# Kurt James
Kurt James (nacido el 27 de mayo en South Pasadena, California), American Heavy metal/rock guitarrista y compositor.
Mr. James ha grabado una gran variedad de estilos musicales, incluyendo (más recientemente)  Rockabilly como colaboración con The Pioneers.

## Carrera musical
Kurt James es uno de los conocidos guitar hero el cual se dio a conocer al unirse con el grupo Steeler. Fue a partir de tocar con Steeler que estableció amistad con Yngwie J. Malmsteen. Antes de unirse a Steeler había desarrollado su técnica y experiencia con el legendario y fallecido guitarrista Steve Medrano del grupo West Winds. Kurt también había tocado con multitud de grupos locales de Los Ángeles como Stryper, Black Sheep, Black Bart, etc.
También ha aparecido en el álbum Dr. Mastermind con Deen Castronovo a la batería y Matt McCourt al bajo y como voz.
James también es bajista, así es como aparece en el álbum Dangerous Madness de  Wayne Kramer de MC5 y Chad Smith de los Red Hot Chili Peppers. También interpretó un concierto en homenaje a Jaco con el grupo Mr. Gone para celebrar el décimo aniversario de la muerte de ese fantástico bajista Jaco Pastorius. Kurt, con el pseudónimo Brando, grabó en Mallorca Contra.2com con Rafael Aguilo a la batería y Toni Terrades al teclado.
En 2017, James jugó con Graham Bonnet Band en Europa y en Estados Unidos. Grabó con la banda en el álbum, Mientras tanto, Back in the Garage.

## Habilidad con la guitarra y estilos
Mr. James ha tocado con algunos de los músicos más finos y reconocidos del mundo. A la joven edad de 15 años ya compartía escenario tocando guitarra “lead” con, Ted Hall, perteneciente al grupo de fusión de Los Angeles, “the Fents”. A los 16 tocaba con el guitarrista legendario Steve Medrano, al mismo tiempo que continuaba realizando en directo actuaciones con su propio trío de estilo fusión. Su primer gran salto vino cuando le pidieron unirse a uno de los más conocidos grupos de Los Angeles, “Steeler”, que ardía en fama con el legendario Yngwie Malmsteen. Tocando en Steeler después de Yngwie fue definitivamente un momento crucial para Kurt. Se unió al grupo un domingo y el jueves siguiente ya estrenaba cartel en el Country Club en Reseda. Lugar donde conoció  a Mike Varney. Debido a su asociación con Steeler le presentaron a Yngwie,  se convirtieron inmediatamente en amigos, atorando y grabando juntos. Ambos estaban constantemente improvisando, componiendo e intercambiando guitarras, de hecho la guitarra ofrecida en la cubierta del álbum “rising force” era una amalgamación de las partes preferidas de Kurt y de Yngwie. Este instrumento en particular se puede identificar por un rasguño profundo en el recortado más bajo. Después de Steeler, llamaron a Kurt del grupo “Stryper”. Kurt tocó todos los temas que se grabarían el álbum "Soldiers Under Command". Durante esa época Kurt hizo amistad con Paul Gilbert. Ambos vivían en Hollywood en ese entonces, donde atoraban y salían de marcha juntos. Gilbert tocaba con el grupo "Black Sheep", por lo que le dijo a Kurt que buscaban guitarrista, ambos aparecen en el álbum “Trouble in the Streets". Kurt también tocó con Rudy Sarzo y Tommy Aldridge en la primera versión de “Driver”, con Jeff Scott Soto como vocalista. Después de su parte en “driver”, Kurt recibió una llamada de Mike Varney, quien le pidió que tocara en un álbum con Deen Castronovo a la batería y Matt McCourt, el cantante original de "The Wild Dogs". Ese álbum se llamó  “Dr. Mastermind". Después Kurt fue a Japón, donde debutó en varios conciertos, consiguió promociones y publicidad de diferentes empresas e hizo entrevistas para revistas musicales. Kurt también participó en el tour "Guitar Hero's", en el que se ponía en relieve junto con cinco otros guitarristas, incluyendo Vinnie Moore, Michaelangelo y Joey Tafolla. En aquel momento él tenía su propio proyecto junto a Allan Holdsworth como productor, pero la empresa patrocinadora decidió que el material no tenía ningún “potencial comercial”, y decidido tirar abajo el proyecto. Después de eso Kurt formó después el grupo “Only the brave” con Shawn Michael Perry como vocalista. Fue un gran grupo con material original realmente cuidado, con un sonido entre cruz "Red Bone" and "Van Halen". Otro grupo al que Kurt perteneció fue el llamad “K-9 devotion”, un trío que grabó y tocó alrededor del área de Pasadena. Siempre con un gran interés por el bajo “fretless” (sin trastes), Kurt formó el grupo “Mr. Gone” para hacer un tributo a Jaco Pastorius. En el 2007 Kurt unió fuerzas con el exvocalista de Anthrax Neil Turbin, tocando guitarra “lead” en el grupo “DeathRiders”. Deathriders debutó en grandes conciertos en Fransisco, México y el festival de Rock de Suecia.  Kurt formó el grupo “Los Lucky Boys” en Mallorca en el 2008. También ha estado tocando para el grupo de rockabilly “The pioneers”.
En la actualidad es el guitarrista de World War III con Mandy Lion, creador y cantante del grupo, Jimmy Bain del grupo Rainbow al bajo y James Kottak de Scorpions a la batería. Su última actuación fue el 28 de febrero de 2009 en Key Club en Hollywood, California.

## Discografía

### Álbumes
| Álbum                    |  | Fecha | Comentario                             |
| ------------------------ |  | ----- | -------------------------------------- |
| Steeler'Metal Generation |  | 2007  | Con participación en tres tracks.      |
| Beyond this life         |  | 2005  | Grabado en España                      |
| Fire from Within         |  | 2005  | Grabado en España                      |
| Mystic Planet            |  | 2006  | Final de la trilogía grabada en España |

### Participaciones en otros álbumes
- Treatcon Delta, 2006 con el exvocalista de Anthrax, [Neil Turbin]
- Dangerous Madness, 1997 con Wayne Kramer y Chad Smith, baterista de Red Hot Chili Peppers